# Portland (Automarke)
Portland ist eine ehemalige britische Automarke.

## Unternehmensgeschichte
Das Unternehmen International Motor Car Co begann 1898 in London mit der Produktion von Automobilen, die als International angeboten wurden. Zwischen 1903 und 1904 wurden Modelle unter dem Markennamen Portland angeboten.

## Fahrzeuge
Ab 1903 gab es das Einzylindermodell 6 HP mit einem Einbaumotor von Aster und das Vierzylindermodell 24 HP. 1904 kamen die Vierzylindermodelle 9,5 HP mit 749 cm³ Hubraum und 12/16 HP mit 1385 cm³ Hubraum dazu.